# Trimma grammistes
Trimma grammistes es una especie de peces de la familia de los Gobiidae en el orden de los Perciformes.

## Morfología
Los machos pueden llegar a alcanzar los 3 cm de longitud total.

## Hábitat
Es un pez de Mar y de clima templado y asociado a los  arrecifes de coral hasta los 15 m de profundidad.

## Distribución geográfica
Se encuentra al sur del Japón, Taiwán y las Filipinas

## Observaciones
Es inofensivo para los humanos.